# Жлоба, Владислав Анатольевич
Владислав Анатольевич Жлоба (род. 2 марта 1982, Гомель, Белорусская АССР) — российский волейболист, связующий. 

## Биография
В 1990 году семья переехала в город Адлер (Краснодарский край). Закончил Кубанский государственный университет физической культуры, спорта и туризма (Краснодарский университет физической культуры и спорта), где по окончании карьеры был тренером сборной.
Играл в суперлиге за краснодарское «Динамо», «Ярославич», «Факел», «Урал», «Нову» и «Динамо-ЛО». С уфимской командой он взял «серебро» чемпионата России-2013 и в её же составе завершил карьеру в сезозне-2019/20.
В 2022 году регулярно выступал на этапах чемпионата России по пляжному волейболу в паре с Денисом Шекуновым. 
В 2023 году вернулся в волейбол в клуб «Апсны» из Абхазии в высшей лиге Б.
В 2022 году начал выступать на ветеранском уровне. В марте 2022 года выиграл кубок России выступая за команду "Небуг". В сентябре 2022 года выиграл чемпионат России среди ветеранов, проходящий в Витязево. Состав команды - Владислав Жлоба, Роман Бекрин, Евгений Быхалов, Руслан Кошко, Дмитрий Бахмацкий, Максим Стаценко, Даниил Сухомлинов, Дмитрий Косенко.